# Han Suyin
Pour les articles homonymes, voir Han.
Dans ce nom, le nom de famille, Han, précède le nom personnel.
Compléments
sympathisante du Parti communiste chinois
Han Suyin (韩素音), à l'état civil Chou Kuanghu, connue aussi sous le nom de Rosalie Élisabeth Comber, née le 12 septembre 1917 à Xinyang, dans le Henan (Chine), et morte le 2 novembre 2012  à Lausanne (Suisse), est une écrivaine, autobiographe, historienne, sinologue et analyste politique d'origine chinoise et belge, et docteur en médecine de formation.
Écrivant principalement en anglais, mais aussi en français et en chinois, elle est l'auteur de romans dont l'action se déroule en Asie (Destination Tchoungking, Multiple splendeur, Jusqu'au matin, Les Quatre Visages et La montagne est jeune, etc.), de récits autobiographiques (L'Arbre blessé, Une fleur mortelle, Un été sans oiseaux, Ma maison a deux portes et La Moisson du Phénix) et d'essais sociopolitiques et d'études historiques, sur la Chine moderne (Le Déluge du matin : Mao Tsetoung et la révolution chinoise, 1893-1954, Le premier jour du monde : Mao Tsetoung et la révolution chinoise, 1949-1975 et Le siècle de Zhou Enlai : le mandarin révolutionnaire : 1898-1998). Ses ouvrages ont été traduits dans de nombreuses langues.
Son roman autobiographique, Multiple splendeur, paru en 1952, demeure le plus grand succès de sa carrière. Il est adapté au cinéma en 1955 par le réalisateur Henry King sous le titre La Colline de l'adieu, film hollywoodien qui devient un succès public et critique : le film est nommé pour huit Oscars et en remporte trois.
Dans les années 1960 et 1970, Han Suyin joue un rôle diplomatique discret, mais majeur comme « porte-parole » officieux de la Chine de Mao Zedong en Occident. Favorable au maoïsme, elle soutient dans un premier temps le Grand Bond en avant et la Révolution culturelle en Chine, ce qui lui vaut d'être critiquée, par des défenseurs des droits de l'homme, des sinologues occidentaux, et par le gouvernement tibétain en exil et ses partisans.

## Biographie
Han Suyin, de son nom de baptême Kuanghu Matilda Rosalie Elizabeth Chou, est née le 12 septembre 1917, d'un père chinois, d'ascendance Hakka, et d'une mère belge. La famille de son père avait quitté le nord de la Chine pour le comté de Meixian, dans la province du Guangdong, au XIIIe siècle, puis gagné le comté de Pi, dans la province du Sichuan, au XVIIe siècle.

### Origines familiales
Bénéficiaire d'une bourse, son père, Yentung Chou, avait quitté la province du Sichuan pour l'Europe en 1903 afin d'y étudier le génie ferroviaire. À l'université de Bruxelles (Belgique), il avait rencontré Marguerite Denis, qui, en 1908, allait devenir sa femme, malgré les préjugés de l'époque contre les mariages inter-raciaux. Après la naissance de leur premier enfant, en 1913, ils étaient partis s'installer en Chine, où son père devait travailler comme ingénieur auprès de la société belgo-chinoise des chemins de fer.
Yentung et Marguerite eurent huit enfants, dont quatre survécurent. Le premier, un garçon, né en Belgique, y fut renvoyé pour qu'il y accomplisse sa scolarité. Un deuxième garçon, Gabriel, aussi appelé Orchidée-de-Mer, né en 1914 ou 1915, meurt dans des circonstances tragiques. Puis naît la première fille, Kuanghu Rosalie. La vie du couple Chou-Denis dans la Chine déchirée par la guerre est remplie d'épreuves, dont celle de voir leurs enfants méprisés en tant que métis eurasiens. Alors que les enfants avaient droit à des soins de santé, leur père travaillant pour la société belgo-chinoise des chemins de fer, le médecin français refuse de les recevoir, car  ils sont de sang mêlé.

### Études
Le couple s'installe à Pékin en 1921. Kuanghu Rosalie reçoit une éducation européenne et n'apprend le chinois qu'à l'âge de 15 ans.
Elle fréquente l'école de filles du Sacré-Cœur, puis le collège de filles Bridgeman. Han Suyin se présentera plus tard comme « bourgeoise catholique ». À l'issue d'une scolarité brillante, elle est déterminée à devenir médecin. Comme sa mère ne veut plus payer ses études et préfèrerait la voir mariée, elle apprend la dactylographie et la sténographie et, en 1931, mentant sur son âge (elle n'a pas 15 ans), obtient un travail de dactylo au Peking Union Medical College, un hôpital chapeauté par des Américains. Elle se rend compte qu'il y a en Chine, à cette époque, trois échelles salariales : d'abord celle des « blancs », ensuite celle des Eurasiens et, enfin, celle des Chinois. En prenant de petits boulots en plus de son travail principal, elle améliore sa situation financière et celle de sa famille. C'est à cette époque également qu'elle se lance dans la lecture pour assouvir sa soif de connaissances et se préparer à des études universitaires.
En 1933, elle est admise à l'université de Yanjing (Yenching) à Pékin. En 1935, bénéficiant d'une bourse, elle part à Bruxelles faire des études de médecine (1933-1936). Pendant cette période belge, ses rapports avec sa famille maternelle Denis, ne sont pas des plus chaleureux, d'après ce qu'elle racontera plus tard dans Une fleur mortelle. Entre-temps, les Japonais ont envahi la Chine. En 1938, abandonnant ses études de médecine, elle embarque à Marseille sur le paquebot Jean-Laborde de la Compagnie des Messageries maritimes et retourne dans son pays pour y travailler dans un hôpital.

### Mariage avec Tang Pao Huang
À son retour, elle épouse Tang Pao-Huang, un ingénieur chinois qui avait été envoyé en formation à l'académie militaire de Sandhurst par le gouvernement chinois, et qu'elle a rencontré lors du voyage de retour sur le paquebot. Elle travaille à l'hôpital de Chungking tandis que son mari, qui est un des disciples de Sun Yat-sen, sert en tant qu'officier, puis général dans l'armée nationaliste. Tang, qui s'avèrera un mari brutal, à l'esprit féodal, est nommé attaché militaire à Londres en 1944. Rappelé en Chine, Tang est tué en combattant les communistes en 1947. C'est pendant cette période que Kuanghu Rosalie adopte sa fille Yung Mei. Ces années passées avec Tang constitueront l'essentiel de son récit autobographique Un été sans oiseaux.
Encouragée et soutenue par une missionnaire américaine, Kuanghu Rosalie commence à écrire sous le nom de Han Suyin pendant la guerre sino-japonaise (1937-1945). Son premier livre, Destination Chungking (Destination Tchoungking en français), sort en Angleterre en 1942.
En 1944, elle est à Londres pour y poursuivre des études de médecine et elle obtient son diplôme de docteur en médecine en 1948.

### Liaison avec Ian Morrison
Avec sa fille, Han Suyin gagne Hong Kong en février 1949. Elle devient assistante au service d'obstétrique et de gynécologie de l'hôpital Queen Mary. Elle tombe amoureuse d’Ian Morrison, un correspondant de guerre britannique du London Times, marié, mais celui-ci trouve la mort en Corée en 1952 en couvrant un épisode de la guerre. Cette histoire d'amour entre une Eurasienne et un blanc fait scandale à l'époque, les liaisons interraciales étant mal considérées à Hong Kong comme dans le reste de la Chine. Cette aventure sera le sujet de son deuxième livre, A Many-Splendoured Thing (Multiple splendeur en français), qui paraît en 1952 et rencontre le succès tout en scandalisant la société néo-coloniale britannique. L'histoire est portée à l'écran en 1955, par Henry King, sous le titre Love is a Many-Splendoured Thing (en français La Colline de l'adieu), avec pour personnages principaux Jennifer Jones et William Holden. Dans son ouvrage autobiographique My House has Two Doors (Ma maison a deux portes en français), Han Suyin, qui se désintéresse du film, explique qu'elle a vendu les droits cinématographiques du roman pour payer l'opération en Angleterre de sa fille adoptive qui souffrait de tuberculose.

### Remariage avec Leon Comber
Han se remarie en 1952. Son nouveau mari, Leon Comber, est un Britannique qui travaille dans le service malaisien de contre-espionnage et de lutte contre la subversion. Elle le suit à Johor Bahru, ville de Malaisie qui fait face à Singapour, de l'autre côté du détroit de Johore. Tout en exerçant son métier de médecin, elle continue sa carrière littéraire et donne des conférences à l'étranger. De cette relation est issu, en 1957, le roman …And the Rain My Drink (en français …Et la pluie pour ma soif), où Han Suyin condamne l'état d'urgence et la répression instaurés par les Britanniques en Malaisie pour lutter contre l'insurrection communiste.
Souhaitant voir par elle-même les bouleversements intervenus dans son pays d'origine depuis la proclamation de la victoire communiste en 1949, elle finit par obtenir un visa en 1956. Son retour sur le sol chinois en mai de cette année n'est pas sans retentissement en raison de sa renommée littéraire, mais aussi du fait de la rareté des personnes souhaitant se rendre en Chine à l'époque. Elle est reçue chaleureusement par Chen Yi et par Chou En-Lai en personne, et rend visite à son père et à d'autres membres de sa famille. À son retour à Singapour, elle ne tarit pas d'éloges sur le nouveau gouvernement chinois.
En 1959, elle enseigne la littérature contemporaine à l'université de Nanyang de Singapour et entreprend d'initier ses étudiants, en majorité chinois, aux écrivains du tiers monde.

### Remariage avec Vincent Ruthnaswany
Pendant son séjour en Malaisie, Han Suyin divorce d'avec Comber (en 1958) et se met en ménage en 1960 avec Vincent Ruthnaswany, un ingénieur d'origine indienne, de confession catholique, habitant Katmandou. Cette rupture et son remariage sont racontés, sous une forme à peine voilée, dans The Mountain is Young (1958) (en français La montagne est jeune), dont le cadre est un Katmandou idéalisé.
Par la suite, dans My House Has Two Doors (1980), elle raconte que, pour être avec elle, Vincent Ruthnaswany avait abandonné sa carrière militaire,.

### Renonciation à la carrière de médecin
En 1963, elle renonce à sa carrière de médecin pour se consacrer complètement à l'écriture. À partir de 1966, elle publie une série de livres autobiographiques : The Crippled Tree (1966) (L'Arbre blessé), A Mortal Flower (1966) (Une fleur mortelle), A Birdless Summer (1968) (Un été sans oiseaux), My House Has Two Doors (1980) (Ma maison a deux portes) et Phoenix Harvest (1983) (La Moisson du phénix).
Dans les années 1960, elle devient une sorte de porte-parole officieux de la Chine communiste, où elle se rend régulièrement et dont elle décrit l'évolution, non sans susciter des critiques en Occident.
Dans les années 1970 et 1980, le couple vit à Hong Kong et à Lausanne en Suisse. Han continue à se rendre en Chine dans les années 1980 et à écrire sur son pays natal. Au nombre de ses ouvrages sur la Chine : Wind in the Tower: Mao Tsetung and the Chinese Revolution, 1949-1965 (1976) (Le Premier jour du monde), Lhasa, the Open City (1977) (Lhassa, étoile-fleur), The Morning Deluge: Mao Tsetung and the Chinese Revolution 1893-1954 (1963) et The Eldest Son: Zhou Enlai and the Making of Modern China, 1898-1976 (1995).

### Création de la fondation Han Suyin
En 1986, Han Suyin crée la Fondation Han Suyin pour les échanges scientifiques et technologiques entre la Chine et l'Occident afin de permettre à de jeunes chercheurs et ingénieurs chinois d'aller étudier en Europe et d'être à la pointe de leur discipline. De même, elle dota financièrement l'Association des écrivains chinois en vue de la création d'un prix, le Prix Lu Xun de la meilleure traduction littéraire. Enfin, elle crée le Prix Han Suyin des jeunes traducteurs, parrainé par la maison d'édition China International Publishing Group.
Alors qu'Han Suyin déclare avoir ses racines en Chine, elle a passé la majeure partie de sa vie en Occident. Han Suyin, qui a de la famille en Chine, en Belgique, en Inde et aux États-Unis, a sa résidence principale à Lausanne, en Suisse. Son mari, Vincent Ruthnaswamy, est décédé en janvier 2003, et elle-même le 2 novembre 2012, à l'âge de 95 ans. Elle laisse deux filles, Tang Yung-Mei (adoptée en 1941) et Chew Hui-Im (adoptée en 1952, à Singapour).

### Hommage
Un buste de Han Suyin est inauguré le 28 août 2008 dans le village de Saint-Pierre-de-Clages par le gouvernement du canton du Valais et la Fondation espace-enfants de Suisse en présence de l'auteur.

### Engagement politique
Le journaliste Jacques Danois décrit Han Suyin comme « sympathisante du communisme chinois », l'universitaire Daniel Sanderson la qualifie de « défenseur de la Chine rouge ». Le sinologue Jean-Philippe Beja la désigne comme porte-parole du régime.
À partir de 1956, elle a été invitée régulièrement en Chine où elle a été reçue par le Premier ministre Zhou Enlai une douzaine de fois. Elle a continué ses visites pendant les années de la Révolution culturelle. Elle a été reçue par Mao Zedong en 1966 parmi une délégation d'auteurs asiatiques et africains et était une invitée d'honneur de Jiang Qing (femme de Mao), de Zhang Chunqiao et de Yao Wenyuan (tous trois membres de la bande des quatre) lors d'une représentation de danse révolutionnaire en 1971, selon des rapports de l'agence Xinhua de l'époque. En septembre 1989, elle est la première étrangère à être reçue en « grande pompe » après les manifestations de la place Tian'anmen, c'est le vice-Premier ministre de la république populaire de Chine, Yao Yilin, qui l'accueille à Diaoyutai, la résidences des hôtes officiels.
Très attachée à la Chine, Han Suyin a été favorable au maoïsme. En 1968, elle déclarait : « Mao est le plus grand homme que la Chine ait connu ». Elle prit quelque distance avec le régime communiste après la Révolution culturelle, qu'elle avait pourtant défendue dans un premier temps. Elle se justifiera en expliquant que ses proches restés en Chine la « suppliaient de ne rien dire et ne (lui) disaient que très peu » de choses sur les violences de l'époque et sur la peur du Gōngānbù et du Laogaï. Après la Révolution culturelle, selon un de ses anciens étudiants :  « elle n'a pas semblé avoir de regrets, elle ne s'est pas excusée non plus et elle donnait des leçons aux jeunes Chinois pour ne pas aveuglément croire la démocratie occidentale et la liberté ». Dans un entretien avec le journaliste John Gittings à Londres en 1990, Han dit qu'elle croyait toujours aux principes de la Révolution culturelle. Elle indique que les désastres de cette période n'ont jamais été un objectif, Mao Zedong a lancé le mouvement pour abolir l'élite politique privilégiée et soulever les paysans. Han Suyin définissait la Révolution culturelle comme un « chaos fertile » et « jugeait les luttes comme indispensables ».
Selon l'AFP, dans les années 1960 et 1970, Han Suyin joua un rôle diplomatique discret, mais majeur comme ambassadrice en Occident de la bonne volonté de la Chine de Mao Zedong. Dans les années 1980, elle soutint Deng Xiaoping et la Chine de « l'après-Mao », y compris sur la question tibétaine, ce qui lui attira les critiques des partisans de l'indépendance du Tibet.
Elle donna, en Europe et en Amérique, plus de 2 000 conférences présentant « les progrès et les réalisations » de la Chine. En 1996, l'association chinoise pour l'amitié avec les pays étrangers lui conféra le titre d'« envoyé de l'amitié » en reconnaissance de ses actions de promotion des échanges culturels et scientifiques entre la Chine et les autres pays (le même honneur avait échu à son mari en 1990).

## Critiques politiques
Pour le sinologue Philippe Paquet, Han Suyin est un « monument s’il en est de la littérature sur la Chine, belle Eurasienne au talent indéniable de conteuse, mais qui, précisément, ne dédaignait ni de réinventer l’Histoire quand cela l’arrangeait (c’est-à-dire souvent) ». Claude Roy considère qu'elle ne dit pas la vérité sur la Chine et relève des affirmations contradictoires entre plusieurs de ses ouvrages publiés pendant la révolution culturelle (1966-1976) et La Moisson du Phénix publié en 1980.
Selon l'universitaire canadien Jeff Shantz, « de tous les auteurs anglophones, Han Suyin est quasiment celui qui a su le mieux donner vie aux événements et aux contextes de la révolution communiste chinoise et à l'évolution particulière de ce communisme en tant que philosophie socio-politique. Pour Han Suyin, le communisme chinois est préférable au capitalisme occidental sur le plan des valeurs sociales et des possibilités d'amélioration économique pour les plus démunis. Han Suyin fut controversée en Occident en raison de ses critiques visant les puissances impérialistes et de son empressement à défier les historiens et les journalistes dont les ouvrages cherchent à légitimer ces mêmes puissances ».
Le sinologue Simon Leys, écrivit à son propos : « Jamais autorité plus durable n'a été fondée sur un propos plus changeant ; la seule constante de cette œuvre tient dans la constance avec laquelle les événements ont à chaque tournant démenti ses analyses et pronostics » ». L'universitaire  Alain Roux évoque les « livres de l’opportuniste Han Suyin ».
L'écrivain et biographe britannique Patrick French, ancien président de l’association Free Tibet Campaign, indique que, jusqu’au début des années 1980, personne ne pouvait se rendre au Tibet sans un visa spécial de Pékin. Lhassa ville ouverte, publié en 1976, fait partie de ces ouvrages « honteux tant ils sont mensongers » qu’écrivaient dans les années 1960 et 1970 les sympathisants de la Chine communiste qui s’étaient rendus au Tibet strictement encadrés par des guides chinois, et qui se félicitaient de la politique qu’y menait le régime.
Pour le militant indépendantiste tibétain Jamyang Norbu, Han Suyin est une propagandiste notoire et complètement discréditée de la Chine maoïste.
En 1980, l’écrivain et journaliste américain Robert Elegant qualifie dans le New York Times Han Suyin de « flagorneuse démodée » (outmoded sycophant).
Pour Thubten Samphel, porte-parole du gouvernement tibétain en exil à Dharamsala, Han Suyin s'est spécialisée dans les écrits sur la Chine communiste. Elle développa son talent pour justifier les politiques et la pensée des gens au pouvoir, dont la Bande des Quatre, et les horreurs de la Révolution culturelle. Lorsque Deng Xiaoping mit un terme aux pires excès de la Chine de Mao, écrit-il, c'en fut fait de la réputation de Han Suyin comme « voix » de la Chine.
Le dissident chinois Harry Wu regrette qu'Han Suyin n'ait jamais évoqué le laogai alors qu'elle savait. Simon Leys rapporte que lors d'une émission de télévision, Han Suyin insulta Jean Pasqualini, auteur de Prisonnier de Mao, en indiquant qu'il avait mérité ces années de laogai. Simon Leys qui, grâce à Han Suyin, avait pu étudier et enseigner en chinois à l'université de Nanyang à Singapour, considéra cet incident comme un casus belli entre eux et décida de ne plus ménager ses critiques à son égard,.
Dans un entretien donné au Washington Post en 1982, Han Suyin explique sa position en ces termes : « J'ai bien peur que certaines personnes ne comprennent pas mon attitude. Mais ce n'est pas important. Si un milliard de Chinois m'aiment et pensent que j'ai fait ce qui était bien, je me moque bien d'une poignée d'étrangers qui ne me comprennent pas. ».

## Œuvre
En entrant en littérature, Kuanghu Élisabeth Rosalie Mathilde Chou prend le pseudonyme de Han Suyin. Elle écrit principalement en anglais mais aussi en français. Sa bibliographie comporte une bonne vingtaine de titres. Outre des œuvres de fiction (Multiple splendeur, Jusqu'au matin, Les Quatre Visages et La montagne est jeune, etc.) et des ouvrages à caractère autobiographique (L'Arbre blessé, Une fleur mortelle, Un été sans oiseaux, Ma maison a deux portes et La Moisson du phénix), Han Suyin a publié divers essais socio-politiques, en adoptant plus ou moins explicitement le point de vue des communistes chinois sur les évènements.
Selon Lily Xiao Hong Lee, Han Suyin dans ses autobiographies ne se contente pas de présenter les événements de sa vie, elle les replace dans le contexte plus large de l'histoire de la Chine moderne. Les lecteurs occidentaux accueillirent favorablement les vues d'un auteur qui connaissait de l'intérieur la Chine et ses habitants et s'en faisait l'interprète auprès d'eux dans une langue qui leur était accessible.

### Destination Tchoungking
Marquant les débuts de l'auteur en littérature, Destination Tchoungking, paru en 1942 dans son édition en anglais (Destination Chungking, an Autobiography), est l'histoire d'un jeune couple (ressemblant beaucoup à Han Suyin et à son mari Pao Tang) qui lutte pour la Chine de Chiang Kai-Shek lors de la guerre sino-japonaise. Cette autobiographie romancée ne marcha pas très bien et Han Suyin, démoralisée, attendit une décennie avant d'écrire un nouveau livre.

### Multiple splendeur
Dans A Many-Splendoured Thing (Multiple splendeur), publié en 1952 et qui est le plus grand succès de sa carrière littéraire, Han Suyin dépeint surtout la société chinoise et celle des Européens expatriés. Très largement autobiographique, ce roman se situe à Hong Kong où se rencontrent le journaliste britannique Marc Elliot (Ian Morrison), qui est correspondant à l'étranger d'un journal britannique, et une doctoresse eurasienne d'origine chinoise (le docteur Élisabeth Comber), qui a fait ses études à la faculté de médecine de Londres et qui a essuyé les préjugés de sa famille chinoise et de la bonne société hongkongaise. Marc Elliot est marié mais entre eux, c'est la passion, la « multiple splendeur » de l'amour, brutalement interrompue par la mort du journaliste sur le front coréen. A Many-Splendoured Thing valut à son auteur le prix du livre Anisfield-Wolf (Anisfield-Wolf Book Awards (en)) pour 1953.

### … Et la pluie pour ma soif
De son séjour de 10 ans en Malaisie est issu, en 1956, … And the Rain My Drink (… Et la pluie pour ma soif), une condamnation de l'état d'urgence instauré dans le pays par les Britanniques durant les dernières années de leur colonisation, marquée par la lutte de la minorité chinoise pour l'indépendance. Han Suyin rapporte comment les services spéciaux britanniques emprisonnaient, torturaient et tuaient les Chinois qu'ils considéraient comme étant des sympathisants communistes dans les plantations d'arbres à caoutchouc.

### La montagne est jeune
Paru en 1958, The Mountain is Young (sa traduction en français, La montagne est jeune, est de l'année suivante) se déroule au Népal. Bien qu'entièrement imaginaire, l'action du livre est la transposition littéraire du vécu de l'auteur dans les derniers moments de son mariage avec le Britannique Leonard Comber et lors de sa rencontre avec le colonel de l'armée indienne Vincent Ruthnaswany, son troisième et ultime mari.

### L'Arbre blessé
Parue en 1965 dans sa version anglaise (The Crippled Tree), L'Arbre blessé est un ouvrage biographique qui couvre les années 1885 à 1928. Han Suyin y raconte les amours et le mariage de ses parents, ses premières années, l'histoire de la Chine impériale, la destruction de la Chine par les impérialistes occidentaux, l'arrivée au pouvoir du Kuomintang. Dans la première partie du livre, elle décrit la façon atroce dont les armées japonaises et occidentales réprimèrent la révolte des Boxers en 1900, épisode qui fit naître chez les Chinois un profond ressentiment contre l'influence étrangère,.

### Une fleur mortelle
Dans cet ouvrage autobiographique, paru en 1966 dans son édition anglaise (A Mortal Flower), Han Suyin retrace l'histoire de sa famille du côté chinois, de 1928 à 1938. Au moyen de témoignages oculaires, de lettres et photographies familiales, elle dépeint la vie féodale d'une famille habitant le Szechuan, une province limitrophe du Tibet. Elle évoque sa lutte en tant qu'étudiante eurasienne contre l'ostracisme rencontré à l'université de Yenching de la part des Européens comme des Chinois, sa détermination à devenir médecin. Ses combats personnels se déroulent parallèlement aux combats de la Chine moderne, dont elle peint les grandes figures, Mao Zedong, Tchang Kai-shek, Zhou Enlai, Chen Yi et Chu Teh.

### La Chine en 2001
Dans son livre Tibet, Tibet, une histoire personnelle d'un pays perdu, Patrick French trouve « ridicule » China in the Year 2001, un essai publié en France en 1967 sous le titre La Chine en 2001, où Han Suyin  prétendait que le Grand Bond en avant apporterait à la Chine, en 2001, un réservoir de « six millions de paysans-scientifiques qui non seulement connaissaient l'art d'amender les sols et d'améliorer les céréales, mais qui étaient capables de conduire des expériences, de faire des conférences et de transmettre leur savoir lors des réunions spécifiques ».

### Le Premier Jour du monde
Cet ouvrage publié en 1975 est la suite de Déluge du matin publié en 1972. L'ouvrage retrace l'histoire de la Chine entre 1949 et 1975. Le sinologue Jean Daubier est déçu par le livre et indique que Han Suyin « paraît céder à une tendance, aussi pure que simple, à l’apologie. Rien ne l’obligeait pourtant à calquer son récit sur on ne sait quelle orthodoxie maoïste ».

### Lhassa, étoile-fleur
Paru en 1976, Lhasa, the Open City: A Journey to Tibet (Lhassa, étoile-fleur en français) est le compte rendu du séjour de Han Suyin à Lhassa en octobre-novembre 1975.

### La Moisson du phénix
Cinquième et dernier volet de l'autobiographie de Han Suyin, Phoenix Harvest (1980) concerne la période de 1966 à 1979, marquée par ce bouleversement politique et social qu'est la révolution culturelle et ayant pour protagonistes Mao, sa femme Jiang Qing, Lin Biao et Zhou Enlai. L'auteur évoque les avanies subies par ses amis écrivains, peintres et savants aux mains des gardes rouges. La mort de Mao donne lieu à une lutte pour le pouvoir. Avec l'arrestation de la Bande des Quatre, le phénix peut renaître de ses cendres.

### Jusqu'au matin
Dans Till Morning Comes, paru en 1982, le sujet est la vie d'un couple mixte, un médecin chinois et une journaliste américaine, avant et peu après l'arrivée des communistes au pouvoir en Chine. Han Suyin nous livre une description fascinante de ce couple et des difficultés d'ordre psychologique auxquelles leurs enfants métis doivent faire face. Elle puise en fait dans son propre vécu, venant elle-même d'une famille sino-belge, et l'on reconnaît dans les conjoints, malgré l'inversion des professions, la doctoresse Han Suyin et le journaliste Ian Morrison.

### La Cité des sortilèges
Paru en 1985 sous le titre de The Enchantress, ce roman débute à Lausanne, haut lieu de l'horlogerie au XVIIIe siècle. Des jumeaux, un frère et une sœur, versés dans la construction d'automates à figure humaine (alors en vogue en Europe), sont amenés par les circonstances à quitter l'Europe pour la Chine, où ils se mettent au service de la cour impériale. Contraints à fuir la Chine à son tour, ils se réfugient en Thaïlande, où ils restent 12 ans avant de rentrer finalement à Lausanne. La relation de ce périple est pour Han Suyin une façon de rendre hommage aux contrées où elle a vécu (Chine, Asie du Sud-est, Suisse).

### S'il ne reste que l'amour
Dans ce livre autobiographique, d'abord publié en anglais en 1987 sous le titre A Share of Loving, Han Suyin décrit la lutte qu'elle mène avec son mari, Vincent Ruthnaswany, pour s'occuper du fils de celui-ci, atteint de lésions cérébrales à la suite d'une méningite tuberculeuse.

## Publications

### Romans
- (en) Destination Chungking, an Autobiography, Little, Brown & Co, Boston, 1942 - (fr) Destination Tchoungking, traduit de l'anglais par Daria Olivier
- (en) A Many-Splendoured Thing, Little, Brown, Boston & Co, 1952, 366 p. - (fr) Multiple splendeur, traduit de l'anglais par Daria Olivier
- (en) …And the Rain My Drink, Little, Brown, Boston & Co, 1956, 306 p. - (fr)… Et la pluie pour ma soif, traduit de l'anglais par Daria Olivier, 1956
- (en) The Mountain is Young, Putnam, New York, 1958, 511 p. - (fr) La montagne est jeune, traduit de l'anglais par Renée Villoteau, Paris, Stock, 1959, 582 p.
- (en) Cast But One Shadow, Jonathan Cape, 1962. - (fr) Ton ombre est la mienne, traduit de l'anglais par Jean-Luc Salvador, Paris, Stock, 1963
- (en) Winter Love, Jonathan Cape, 1962, 256 p. - (fr) Amour d'hiver, traduit de l'anglais par Colette-Marie Huet, Paris, Stock, 1962, 223 p.
- (en) The Four Faces, Putnam, New York, 1963, 304 p. - (fr) Les Quatre Visages, traduit de l'anglais par Colette-Marie Huet, Paris, Stock, 1963, 333 p.
- (en) Till Morning Comes: A Novel, Bantam Books, New York, 1982, 500 p. - (fr) Jusqu'au matin
- (en) The Enchantress, Bantam Books, New York, 1985, 510 p. - (fr) La Cité des sortilèges, traduit de l'anglais par Magali Berger, Paris, Stock, 1984, 390 p.
- (fr) Le Soleil en embuscade, Robert Laffont, 1995, 284 p. (roman policier)

### Ouvrages autobiographiques
- (en) The Crippled Tree, Putnam, 1965, 461 p. - (fr) L'Arbre blessé (traduit de l'anglais par Marcelle Sibon), Paris, Stock, 1966, 485 p.
- (en) A Mortal Flower, Putman, New York, 1965, 412 p. - (fr) Une fleur mortelle (traduit de l'anglais par Marcelle Sibon), Paris, Stock, 1967, 405 p.
- (en) Birdless Summer, Putnam, New York, 1968, 347 p. - (fr) Un été sans oiseaux (traduit de l'anglais par Marcelle Sibon), Paris, Stock, 1968, 399 p.
- (en) My House Has Two Doors, Jonathan Cape, London, 1980, 655 p. - (fr) Ma maison a deux portes, Paris, Stock, 1979, 537 p.
- (en) Phoenix Harvest, Triad/Granada, 1980 - (fr) La Moisson du phénix (traduit de l'anglais par A. Rabinovitch), Paris, Stock, 1980
- (en) A Share of Loving, Grafton, 1987, 147 p. - (fr) S'il ne reste que l'amour, Paris, Stock, 1986 (aussi LGF/Le Livre de Poche, 1988, 190 p.)
- (fr) Fleur de soleil, histoire de ma vie, Plon, Paris, 1988 (en français uniquement)
- (en) Wind In My Sleeve, Jonathan Cape, London, 1992, 232 p. - (fr) Le Vent dans ma poche, Le Livre de poche, 1996, 279 p.

### Recueils de photographies
- (en) See Singapore, photographies de Peter Robinson, 1942
- 1900-1938 : La Chine aux mille visages, Éd. Éric Baschet, 1979, 260 p. (350 photos sur la Chine impériale et la Chine républicaine)
- avec Claude Sauvageot (photographies), La Chine : la terre, l'eau et les hommes, Éditions Jeune Afrique, coll. « Grand livres », 1980
- (en) Han Suyin's China, photographies de Michael John Langford, Doubleday, 1987, 128 p.
- (en) China 1890-1938: From the Warlords to World War, 1989 (photo-reportage historique)

### Études historiques et socio-politiques
- (en) China in the Year 2001, Basic Books, New York, 1967, 268 p. - (fr) La Chine en l'an 2001, traduit par Gérard Montfort, Paris, Stock, 1967, 317 p.
- (en) Asia Today: Two Outlooks, McGill-Queen's University Press, Montreal, 1969, 107 p. - (fr) L'Asie aujourd'hui (deux perspectives d'avenir), Paris, Stock, 1970.
- (en) The Morning Deluge: Mao Tsetung and the Chinese Revolution, 1893-1954, Little, Brown, Boston, 1972 - (fr) Le Déluge du matin, traduit de l'anglais par Renée Bridel avec la collaboration de Jean-Gérard Chauffeteau, Paris, Stock, 1972.
- (en) Lhasa, the Open City: A Journey to Tibet, Putnam, New York, 1976, 180 p. - (fr) Lhassa, étoile-fleur, en collaboration avec Max Olivier-Lacamp, Paris, Stock, 1976.
- (en) Wind in the Tower: Mao Tsetung and the Chinese Revolution, 1949-1975, with a foreword by Malcolm MacDonald, Little, Brown, Boston, 1976 - (fr) Le Premier Jour du monde : Mao Tsetoung et la révolution chinoise, 1949-1975, Paris, Stock, 1975 (puis Paris, Le livre de Poche, 1991).
- (en) Eldest Son: Zhou Enlai and the Making of Modern China, 1898-1976, Hill and Wang, New York, 1994 - (fr) Le siècle de Zhou Enlai : le mandarin révolutionnaire : 1898-1998, traduit de l'anglais par François Vergne, 1993, Paris, Stock, 623 p.  (ISBN 2-234-02612-1)

### Essais
- (en) Tigers and Butterflies: Selected Writings on Politics, Culture, and Society, London, Earthscan Publications, 1990 (recueil de trois décennies d'essais sur la culture, la société et la politique de divers pays du Tiers monde)
- (fr) Les Yeux de demain, Éd. Christian de Bartillat, 1992, 159 p.

### Préfaces
- Marc Riboud, Les Trois Bannières de la Chine, préface de Han Suyin, Paris, Robert Laffont, 1966, 210 p.
- Donatello Mazzeo et Chiara Silvi Antonini, Khmer, présenté par Han Suyin, Nathan, coll. « Merveilles du monde », 1972
- Claudie Brovelle, La Moitié du ciel : le mouvement de libération des femmes aujourd'hui en Chine, préface de Han Suyin, Denoël/Gonthier, coll. Femme, 1973, 277 p.
- (en) Donatella Mazzeo et Chiara Silvi Antonini, Monuments of Civilization: Ancient Cambodia, foreword by Han Suyin, New York, Grosset & Dunlap, 1978, 191 p.

### Articles
- (en) Family Planning in China, in The Eugenics Review, July 1957, 49 (2), p. 81-82
- (en) The Sparrow Shall Fall, in New Yorker, 10 October 1959
- Great Cities of the World: Hong Kong by Han Suyin, in Life International, N. 12, 7 December 1959
- La nouvelle femme chinoise, in L'Express, No 523, 22 juin 1961
- Je crois au Christ et en Mao, in Le nouveau Planète, No 4, 1er février 1969
- (en) Race relations in the Third World, in Race, July 1971, 13, 1, p. 1-80
- La reconnaissance de la Chine, entretien avec Mme Han Suyin, in Espoir, revue de l'institut Charles de Gaulle, No 1, septembre 1972
- (en) Population growth and birth control in China, in Eastern Horizon, 1973, 12 (5), p. 8-16